# Абул-Хасан Али
Абуль-Хасан Али (?— 1008/1009) — правитель Хорезма в 997—1008 /1009 годах .

## Биография
Представитель династии Мамунидов. Абуль-Хасан Али был старшим сыном хорезмшаха Мамуна I.О году его рождения и молодости известно мало. После смерти своего отца Абуль Аббаса Мамуна в 997 году он стал новым правителем Хорезма. Воспользовавшись благоприятными обстоятельствами, Абуль-Хасан Али обретает некоторую независимость, когда государство Саманидов началось распадаться. Он установил свою полную власть в Хорезме и подчинил себе местных правителей. В то время установил дипломатические и торговые отношения со Средней Азией, Ираном, Багдадом и с народами Поволжья.
Абуль-Хасан Али почувствовал себя достаточно могущественным и в 998 году начинает чеканить собственные монеты (дирхамы). Он признает власть Саманидов, а затем и  халифов Аббасидов. Имя Абуль-Хасана Али было выгравировано на аверсе первых отчеканенных монет. На обратной стороне было имя саманидского эмира Абдул-Малика II. Возможно, военная опасность, исходившая от Караханидов и Газневидов, вынудила хорезмшаха поставить на дирхаме имя саманского правителя. Позднее монеты чеканились только с именами Али и халифов.
В 1004 году по приглашению хорезмшаха известный учёный Аль-Беруни, возглавлявший Академию Мамуна, вернулся в Гургандж. Были созданы все условия для работы академии во всех аспектах, необходимые средства выделялись из государственной казны.
Хорезмшах Абуль-Хасан Али в 1006 году женился на сестре султана Махмуда Газневи, чтобы устранить угрозу со стороны Газневидов. В то же время он заключил союз с Караханидами против Газневидов. В конце 1008 или в начале 1009 года он внезапно умер. Вместо него на трон вступит его брат Мамун II.

## Семья
Жена — Харра-и Кальджи, дочь Сабуктегина.
Дети:
- Абуль-Харит Мухаммад, Хорезмшах 1017 г.

## Книги
- Босворт, К. Эдмунд (1985). «АЛИ Б. МАМУН». Энциклопедия Ираника, Том. Я, Фаск. 8. К. Эдмунд Босворт. Страница 852
- Добровольский ИГ, Шугурина Г. Б. Клад куфических монет начала XI в. из села Красный Баран (б. Крещёный Баран) в Татарстане. Новые данные // Сборник материалов, посвященных памяти И. В. Дубова. – СПб, 2004.  (рус.)